# راي أندرسون (كاتب)
راي أندرسون (بالإنجليزية: Ray Anderson)‏ هو رائد أعمال وكاتب أمريكي، ولد في 28 يوليو 1934، وتوفي في 8 أغسطس 2011.